# Richard Krajicek
Richard Krajicek, nizozemski tenisač, * 6. december 1971, Rotterdam, Nizozemska.
Richard Krajicek je nekdanja številka štiri na moški teniški lestvici in zmagovalec enega posamičnega turnirja za Grand Slam, kot edini nizozemski tenisač. Največji uspeh kariere je dosegel z zmago na turnirju za Odprto prvenstvo Anglije leta 1996, kjer je v finalu premagal MaliVaija Washingtona v treh nizih. V četrtfinalu turnirja je izločil tedaj vodilnega tenisača teniške lestvice Peta Samprasa, za katerega je bil to edini poraz na turnirjih za Odprto prvenstvo Anglije med letoma 1993 in 2000. Na turnirjih za Odprto prvenstvo Avstralije se mu je najdlje uspelo uvrstiti v polfinale leta 1992, kot tudi na turnirjih za Odprto prvenstvo Francije leta 1993, na turnirjih za Odprto prvenstvo ZDA pa v četrtfinale v letih 1997, 1999 in 2000. Najvišjo uvrstitev na moški teniški lestvici je dosegel 29. marca 1999, ko je zasedal četrto mesto. Leta 1996 je bil izbran za nizozemskega športnika leta.

## Posamični finali Grand Slamov (1)

### Zmage (1)
| Leto | Turnir                   | Nasprotnik v finalu | Rezultat finala |
| 1996 | Odprto prvenstvo Anglije | MaliVai Washington  | 6–3, 6–4, 6–3   |